# Governo Ayrault II
Il Governo Ayrault II è stato il trentaseiesimo governo della Quinta Repubblica francese e il secondo del mandato del presidente François Hollande. È durato dal 21 giugno 2012, data alla quale ha sostituito il governo Ayrault I, al 31 marzo 2014, data alla quale fu sostitutito dal governo Valls I,.
Jean-Marc Ayrault è stato confermato come primo ministro francese il 18 giugno 2012 dal presidente della Repubblica François Hollande a seguito delle elezioni legislative dopo le quali si era dimesso, secondo la prassi, il governo Ayrault I. Il 31 marzo 2014 il primo ministro Ayrault e tutto il suo governo rassegnano le dimissioni dopo la sconfitta del Partito Socialista alle elezioni municipali. In serata il presidente Hollande annuncia che ha nominato come nuovo primo ministro Manuel Valls, ministro dell'interno nel governo dimissionario.

## Composizione
Partito Socialista (PS)
     PRG 
     PRG / Walwari
     EELV
     DVG

### Primo ministro
| Immagine |  | Funzione       | Nome              | Partito |
| -------- |  | -------------- | ----------------- | ------- |
|          |  | Primo ministro | Jean-Marc Ayrault | PS      |

### Ministri
| Immagine |  | Funzione                                                                                | Nome                   | Partito       |
| -------- |  | --------------------------------------------------------------------------------------- | ---------------------- | ------------- |
|          |  | Ministro degli Affari esteri                                                            | Laurent Fabius         | PS            |
|          |  | Ministro dell'Educazione nazionale                                                      | Vincent Peillon        | PS            |
|          |  | Ministro della Giustizia, Guardasigilli                                                 | Christiane Taubira     | PRG / Walwari |
|          |  | Ministro dell'Economia e delle Finanze                                                  | Pierre Moscovici       | PS            |
|          |  | Ministro degli Affari sociali e della Sanità                                            | Marisol Touraine       | PS            |
|          |  | Ministro dell'Uguaglianza dei territori e della Casa                                    | Cécile Duflot          | EELV          |
|          |  | Ministro dell'Interno                                                                   | Manuel Valls           | PS            |
|          |  | Ministro del Commercio estero                                                           | Nicole Bricq           | PS            |
|          |  | Ministro del Recupero produttivo                                                        | Arnaud Montebourg      | PS            |
|          |  | Ministro dell'Ecologia, dello Sviluppo sostenibile e dell'Energia                       | Delphine Batho         | PS            |
|          |  | Ministro dell'Impiego, del Lavoro, della Formazione professionale e del Dialogo sociale | Michel Sapin           | PS            |
|          |  | Ministro della Difesa                                                                   | Jean-Yves Le Drian     | PS            |
|          |  | Ministro della Cultura e della Comunicazione                                            | Aurélie Filippetti     | PS            |
|          |  | Ministro dell'Insegnamento superiore e della Ricerca                                    | Geneviève Fioraso      | PS            |
|          |  | Ministro dei Diritti delle donne, portavoce del governo                                 | Najat Vallaud-Belkacem | PS            |
|          |  | Ministro dell'Agricoltura, dell'Agroalimentare e della Foresta                          | Stéphane Le Foll       | PS            |
|          |  | Ministro della Riforma dello Stato, della Decentralizzazione e della Funzione pubblica  | Marylise Lebranchu     | PS            |
|          |  | Ministro dell'Oltremare                                                                 | Victorin Lurel         | PS            |
|          |  | Ministro dell'Artigianato, del Commercio e del Turismo                                  | Sylvia Pinel           | PRG           |
|          |  | Ministro dello Sport, della Gioventù, dell'Educazione popolare e della Vita associativa | Valérie Fourneyron     | PS            |

### Ministri delegati
| Immagine                             |  | Funzione                                                                                | Ministro da cui dipende                                                                 | Nome                                                                             | Partito |
| ------------------------------------ |  | --------------------------------------------------------------------------------------- | --------------------------------------------------------------------------------------- | -------------------------------------------------------------------------------- | ------- |
| Jérôme Cahuzac · Bernard Cazeneuve   |  | Ministro delegato al Bilancio                                                           | Ministro dell'Economia e delle Finanze                                                  | Jérôme Cahuzac (fino al 19 marzo 2013) ; Bernard Cazeneuve (dal 19 marzo 2013)   | PS      |
| Bernard Cazeneuve · Thierry Repentin |  | Ministro delegato agli Affari europei                                                   | Ministro degli Affari esteri                                                            | Bernard Cazeneuve (fino al 19 marzo 2013) ; Thierry Repentin (dal 19 marzo 2013) | PS      |
|                                      |  | Ministro delegato alla Formazione professionale e all'Apprendistato                     | Ministro del Lavoro, dell'Impiego, della Formazione professionale e del Dialogo sociale | Thierry Repentin (fino al 19 marzo 2013)                                         | PS      |
|                                      |  | Ministro delegato alla Riuscita educativa                                               | Ministro dell'Educazione nazionale                                                      | George Pau-Langevin                                                              | PS      |
|                                      |  | Ministro delegato alle Relazioni con il Parlamento                                      | Primo ministro                                                                          | Alain Vidalies                                                                   | PS      |
|                                      |  | Ministro delegato alla Città                                                            | Ministro dell'Uguaglianza dei territori e della Casa                                    | François Lamy                                                                    | PS      |
|                                      |  | Ministro delegato alle Persone anziane e all'Autonomia                                  | Ministro degli Affari sociali e della Sanità                                            | Michèle Delaunay                                                                 | PS      |
|                                      |  | Ministro delegato all'Economia sociale e solidale e al Consumo                          | Ministro dell'Economia e delle Finanze                                                  | Benoît Hamon                                                                     | PS      |
|                                      |  | Ministro delegato alla Famiglia                                                         | Ministro degli Affari sociali e della Sanità                                            | Dominique Bertinotti                                                             | PS      |
|                                      |  | Ministro delegato alle Persone portatrici di handicap e alla Lotta contro l'esclusione  | Ministro degli Affari sociali e della Sanità                                            | Marie-Arlette Carlotti                                                           | PS      |
|                                      |  | Ministro delegato allo Sviluppo                                                         | Ministro degli Affari esteri                                                            | Pascal Canfin                                                                    | EELV    |
|                                      |  | Ministro delegato alla Francofonia                                                      | Ministro degli Affari esteri                                                            | Yamina Benguigui                                                                 | DVG     |
|                                      |  | Ministro delegato ai Trasporti, al Mare e alla Pesca                                    | Ministro dell'Ecologia, dello Sviluppo sostenibile e dell'Energia                       | Frédéric Cuvillier                                                               | PS      |
|                                      |  | Ministro delegato alle Piccole e Medie imprese, all'Innovazione e all'Economia digitale | Ministro del Recupero produttivo                                                        | Fleur Pellerin                                                                   | PS      |
|                                      |  | Ministro delegato ai Veterani                                                           | Ministro della Difesa                                                                   | Kader Arif                                                                       | PS      |
|                                      |  | Ministro delegato alla Decentralizzazione                                               | Ministro della Riforma dello Stato, della Decentralizzazione e della Funzione pubblica  | Anne-Marie Escoffier                                                             | PRG     |
|                                      |  | Ministro delegato all'Agroalimentare                                                    | Ministro dell'Agricoltura, dell'Agroalimentare e della Foresta                          | Guillaume Garot                                                                  | PS      |
|                                      |  | Ministro delegato ai Francesi all'estero                                                | Ministro degli Affari esteri                                                            | Hélène Conway-Mouret                                                             | PS      |